# ثراء دبسي
ثراء دبسي (16 مايو 1943 -)، ممثلة سورية.

## حياتها
بدأت مشوارها الفني برفقة شقيقتها الكبرى ثناء في عام 1957، اشتهرت بأدوارها الإذاعية أكثر من أدوارها التلفزيونية خاصة في برنامج ظواهر مدهشة، لها العديد من المسلسلات والأعمال الفنية.
كما أدت العديد من أعمال دبلجة المسلسلات الكرتونية، وبالأخص مركز الزهرة. ومن الأعمال التي قامت بتأديتها؛ مسليل إيميلي والسيدة كارمن في بنات الميتم، والراوية في إيروكا وغيرها.

## الجوائز
- حازت على ثلاث ميداليات ذهبية لأفضل إخراج إذاعي في مهرجان القاهرة للإذاعة والتلفزيون في دورات متتالية وكانت المخرجة الأنثى الوحيدة.
- حازت على ميداليتين ذهبيتين لأفضل ممثلة إذاعية في مهرجان القاهرة للإذاعة والتلفزيون في دورات متتالية.
- ميدالية ذهبية من وزارة الإعلام السورية.
- ميداليتان ذهبيتان من نقابة الفنانين
- كرمت من قبل المسرح القومي.
- كرمت في مهرجان دمشق المسرحي الخامس عشر.
- كرمت من قبل المعهد العالي للفنون المسرحية.

## المناصب
- كلفتها وزارة الإعلام السورية بالإشراف على تدريب مخرجين إذاعيين وهم حالياً من المخرجين المعتمدين.
- عضو لجنة تحكيم في المهرجان المسرحي لاتحاد الطلبة العرب الجامعي لثلاث دورات متتالية.
- عضو مجلس إدارة صوتنا فن في الدوبلاج.

## المسرح القومي
في السنة الأولى من عمر المسرح القومي عام 1960 اختارها المخرج رفيق الصبان لمسرحية (براكساجورا) ومن ثم مسرحية (ثمن الحرية) للمحرج نهاد قلعي ومعه أيضاً (البورجوازي النبيل)
ثم شاركت بعدة مسرحيات، ومنها:
- (أبطال بلدنا) للمخرج (هاني إبراهيم صنوبر) ثم (مدرسة الفضائح) لنهاد قلعي
- هواية الحيوانات الزجاجية – خضر الشعار
- الحياة حلم – علي عقلة عرسان
- لكل حقيقته – أسعد فضة
- طرطوف – رفيق الصبان
- دخان الأقبية – أسعد فضة
- التنين – أسعد فضة
- زواج فيجارو – محمد الطيب
- الشيخ والطريق – علي عقلة عرسان
- السيل – أسعد فضة
- وفاة بائع جوال – محمد الطيب
- المدنسة – علي عقلة عرسان
- الغريب – أسعد فضة
- السعد – أسعد فضة
- اضبطوا الساعات – حسن عويتي
- أوديب – علي عقلة عرسان
- احتفال ليلي خاص لدريسدن – علي عقلة عرسان
- الهوراسيون والكوراسيون – يوسف حرب
- دمشق انتظرناك والحب جاء – أسعد فضة
- البخيل – حسين إدلبي
- برج المدابغ – محمد الطيب

## روابط خارجية
- ثراء دبسي على موقع قاعدة بيانات الأفلام العربية